# Miga, Quatchi i Sumi
Miga i Quatchi són les mascotes oficials dels Jocs Olímpics d'Hivern de 2010 alhora que Sumi és la mascota dels Jocs Paralímpics d'hivern del mateix any. Tots dos esdeveniments esportius es realitzen a la ciutat de Vancouver (Colúmbia Britànica, Canadà) entre els mesos de febrer i març de 2010. Aquests personatges creats per la firma Meomi Design estan inspirats en la mitologia dels pobles aborígens del Canadà. Les mascotes van ser presentades el 27 de novembre de 2007.
- Miga és un mitològic "ós de mar", creuament entre una orca i un Ós de Kermode, espècie nativa de l'estat de Colúmbia Britànica. Segons la llegenda ameríndia, les orques es transformaven en os en arribar a les costes, i posteriorment van ser acolorides de blanc per recordar l'època de les glaciacions.
- Quatchi és un peus grans, un dels èsssers mitològics més importants de la costa occidental d'Amèrica del Nord.
- Sumi representa la riquesa ètnica de la zona i la transformació o connexió entre humans i natura: correspon a un esperit guardià que porta un barret com una aleta d'orca, ales de l'ocell de tro (figura que corona els tòtems aborígens) i potes d'os. Sumi té passió pel medi ambient i li encanten tots els esports paralímpics, i el seu nom prové d'una paraula de les llengües salish (grup de tribus indígenes dels Estats Units i el Canadà): "sumesh ", que significa" esperit guardià ".

Les tres mascotes sempre van acompanyades per 
- Mukmuk: una petita marmota de l'illa de Vancouver, que tot i no ser mascota oficial dels Jocs actua com el seu company.

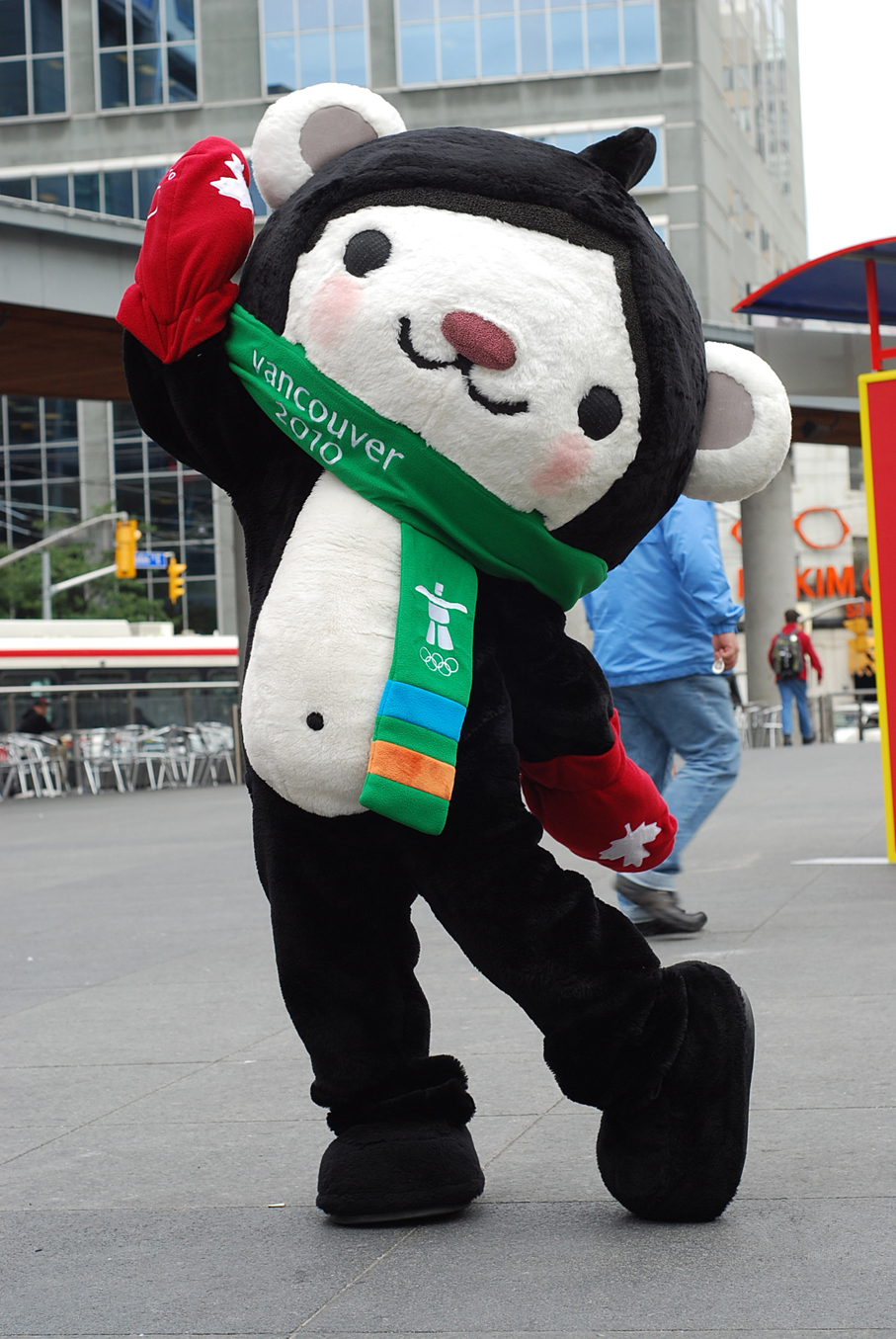
Miga
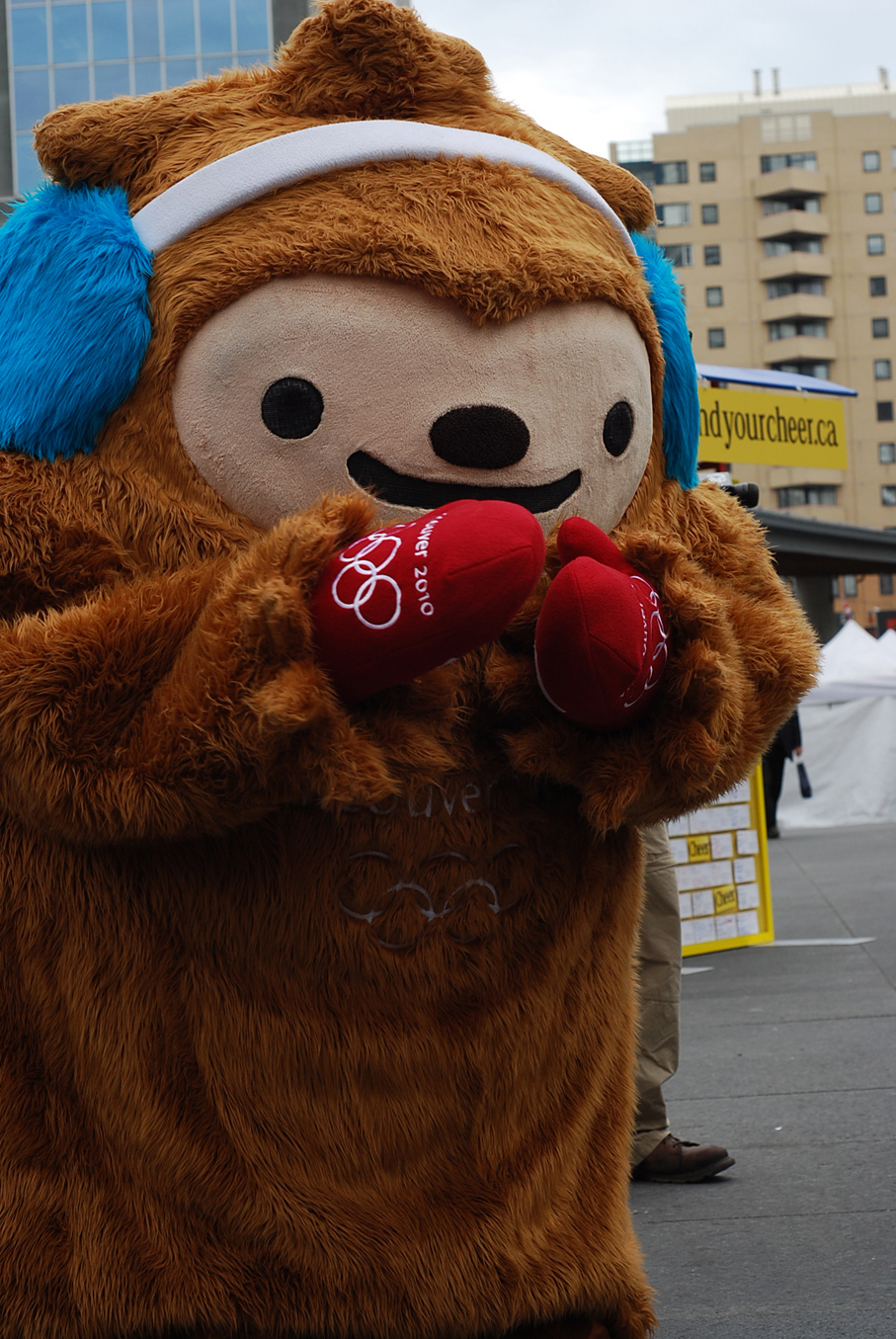
Quatchi